# Sotés
Sotés es un municipio español de la comunidad autónoma de La Rioja. Cuenta con una población de 260 habitantes (INE 2024).

## Geografía
Sotés es una villa de la Rioja Media, situada en el valle occidental del río Iregua, afluente del Ebro, y a una distancia de 16 km de Logroño y a 10 km de Nájera. Su altitud sobre el nivel del mar es de 672 m. El núcleo urbano se encuentra en una colina, aumentando el relieve escalonadamente a medida que nos acercamos al sur, hasta llegar al Serradero de 1491 m. 
El clima, propio de esta latitud, es medianamente frío: ligeramente húmedo en invierno y suave en verano.

## Historia
El terreno que ocupa actualmente Sotés ha sido habitado por variadas culturas a lo largo de los siglos. Se han encontrado numerosos vestigios de origen predominantemente romano, si bien el más importante es "Peña Lacita", un poblado de finales de la Edad de Bronce y primera Edad de Hierro.
Ya en la Edad Media, cabe destacar la fecha de 2 de noviembre de 1044, sobre dotación al monasterio de san Juan de Sojuela. El rey Don García el de Nájera, hace mención a "Sotiello", al describir los límites de dicho monasterio. Otro de los documentos que hacen referencia a esta población fue suscrito en el año 1068. En el mismo, el rey Don Sancho el de Peñalén nombra a Sotés. En el año 1137, Alfonso VII entrega al monasterio de Santa María la Real de Nájera las heredades que tenía en Sotés. 
No obstante, es a partir del siglo XVIII, cuando podemos empezar a hablar de los "siglos de oro" de la historia sotesina: la creación de hospitales para peregrinos jacobeos, la concesión en 1747, por parte del rey Fernando VI, del título de villa y consiguiente independencia de Navarrete o el nacimiento de Domingo Dulce y Garay en 1808, marcan sin duda el devenir de este pequeño pueblo riojano durante muchos años. 
En 1790 Sotés fue uno de los municipios fundadores de la Real Sociedad Económica de La Rioja, la cual era una de las sociedades de amigos del país creadas en el siglo XVIII conforme a los ideales de la Ilustración. 

## Geografía humana

### Demografía
Cuenta con una población de 260 habitantes (INE 2024).
| Gráfica de evolución demográfica de Sotés entre 1842 y 2021                                                           |
| |
| Población de derecho según los censos de población del INE. Población de hecho según los censos de población del INE. |

## Administración
| Periodo   | Nombre                       | Partido |
| --------- | ---------------------------- | ------- |
| 1979-1983 | Ambrosio García Rodríguez    | CD      |
| 1983-1987 | Pablo García Blasco          | AP      |
| 1987-1991 | Ángel Máximo Velasco Barrios | PRP     |
| 1991-1995 | Pablo García Blasco          | PP      |
| 1995-1999 | Pablo García Blasco          | PP      |
| 1999-2003 | Pablo García Blasco          | PP      |
| 2003-2007 | Rafael Rodríguez Álvarez     | PP      |
| 2007-2011 | Óscar Luis Maiso Pavía       | PSOE    |
| 2011-2015 | Antonio Rodríguez Alonso     | PP      |
| 2015-2019 | Antonio Rodríguez Alonso     | PP      |
| 2019-2023 | Antonio Rodríguez Alonso     | PP      |
| 2023-act. | Antonio Rodríguez Alonso     | PLR     |

## Economía
El concepto de deuda viva contempla sólo las deudas con cajas y bancos relativas a créditos financieros, valores de renta fija y préstamos o créditos transferidos a terceros, excluyéndose, por tanto, la deuda comercial.
| Gráfica de evolución de la deuda viva del ayuntamiento entre 2008 y 2014                             |
| |
| Deuda viva del ayuntamiento en miles de Euros según datos del Ministerio de Hacienda y Ad. Públicas. |

La deuda viva municipal por habitante en 2014 ascendía a 320,77 €.
En 2010 comienza la extracción de gas natural y petróleo en el término municipal, gracias a sus comprobadas reservas de esta riqueza mineral.  El pozo Viura-1,  que extrae parte del yacimiento de gas natural Viura, generó empleos entre los habitantes e impuestos para la alcaldía, y en 2022, era el único yacimiento de gas de España en explotación.
La Sociedad Cooperativa Vitivinícola de Sotés desde el año 1999 elabora vino de la Denominación de Origen Calificada Rioja.

## Lugares de interés

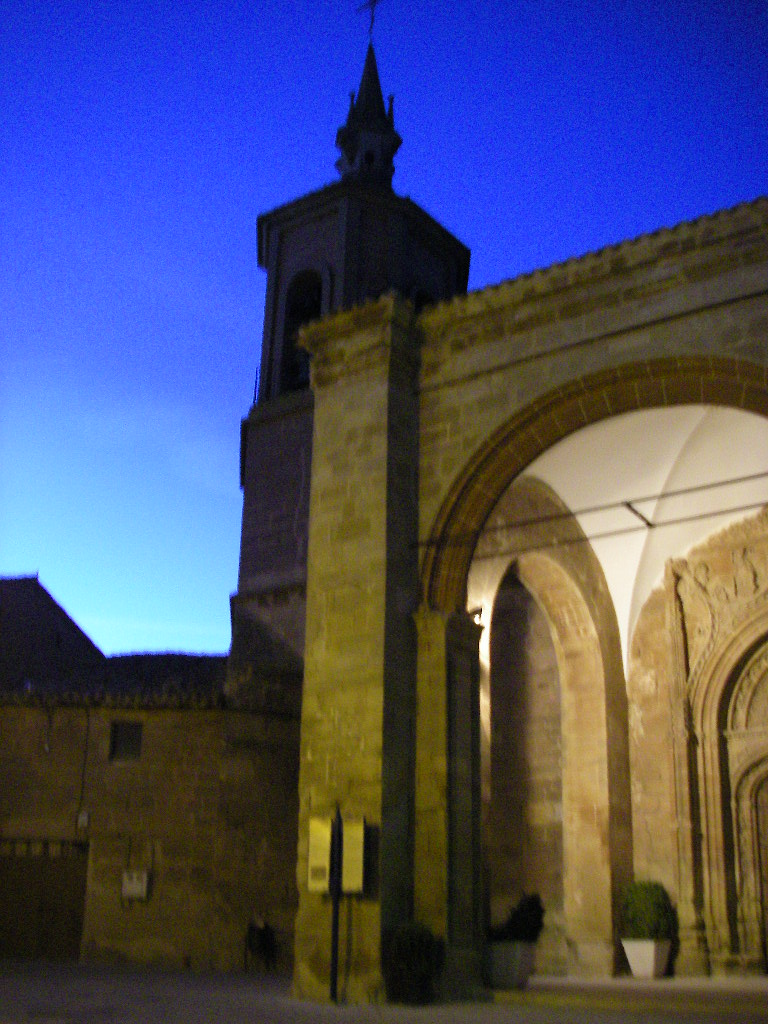
Iglesia de Sotés

La iglesia parroquial de San Martín es un edificio construido con piedra de sillería, de estilo renacentista. Sobresale de este conjunto, añadido a la puerta principal, un gran pórtico, obra iniciada en 1644 por Pedro de Aguilera y finalizado por Clemente de Setién. En la parte superior o frontispicio, destaca la estatua ecuestre de San Martín de Tours, patrón de la parroquia. En el interior se custodia una imagen de la Virgen de los Remedios, procedente de la desaparecida ermita que existió en el término de Nares.
En la localidad también se encuentran el Palacete del Marqués de Castelflorite y Conde de Garay (Domingo Dulce y Garay),rehabilitado y transformado en bodega y albergue de peregrinos, y un palacete de los siglos XVI-XVII, actualmente rehabilitado y usado como casa rural (Señorío de Moncalvillo), que perteneció en origen a la familia Alesón.
El municipio cuenta con un campo de prácticas cinegéticas ("El Espinal") y con Fuente "El Colegial", un área recreativa situada junto al barranco de las Alías. En la carretera vieja de Sotés a Hornos de Moncalvillo, junto a la curva que ha sido suprimida. Está ubicada a unos 18 km de Logroño. La vegetación se compone de bosques de rebollo y quejigo. Algunos ejemplares de fauna del lugar son la jineta, el zorro, el arrendajo, la curruca capirotada y el sapo común.

## Tradiciones
- El 24 de junio se celebran las fiestas patronales de San Juan.
- El 11 de noviembre se celebran las fiestas de San Martín.
- A finales de julio y principios de agosto tiene lugar la Semana Cultural, organizada por la Asociación García Romero.
- En Jueves Santo de cada año, tiene lugar una procesión, donde se cantan romances de La Pasión de Cristo de Lope de Vega.